# 福井永平寺ブルーサンダー
福井永平寺ブルーサンダー （ふくいえいへいじブルーサンダー、英: Fukui Eiheiji "Blue Thunder"）は、日本ハンドボールリーグに所属する社会人ハンドボールチームである。福井県永平寺町をホームタウンとする。

## 概要
1992年からリーグで活動をおこなっていた北陸電力ブルーサンダーは、ハンドボールのプロリーグ化に際して、プロリーグ発足前の2023年3月をもって活動を終了し、新たなチームを作って加盟することとなった。
運営会社の株式会社永平寺町ハンドボールまちづくり推進機構は、2022年7月に設立され、代表取締役には福井県ハンドボール協会会長の江守康昌が就任した。新チーム創設の背景について運営会社の事務局長は、北電側の「新リーグ設立をいい機会ととらえ、新リーグの趣旨に沿って実業団チームから脱却し、（中略）福井県民や地元企業がみんなで支え合い応援するチームにしたい」という意向と、協会側の「子どもたちの憧れとなる日本のトップリーグで活躍するチームを、福井で継続させたいという強い想い」が一致したと説明している。
2022年10月21日に、2024年発足予定のプロリーグへの参入が内定した。
北陸電力ブルーサンダーは2023年3月4日に解散式をおこない、予定通り廃部された。同年4月25日に福井永平寺ブルーサンダーの発足式が福井市で開かれ、正式に発足した。発足時点で県内企業など50のパートナーの支援を受けている。選手の大半は所属企業とチームの両方から給与を受け取る「兼業選手」となる。
チームスローガンの「不撓不屈」は北陸電力ブルーサンダーから継承している。
マスコットは竜をモチーフにした「セイリュウ」。

## 選手・スタッフ
※2023-2024年シーズン時点。

### 現役選手
|                    | #  | 国           | Pos. | 選手名             | 年齢 | 出身校       | 備考 |
|                    | 1  | 日本の旗     | GK   | 廣神永遠           | 24歳 | 関西大学     |      |
|                    | 2  | 日本の旗     | RB   | 熊谷友也           | 24歳 | 愛知大学     |      |
|                    | 3  | 日本の旗     | LB   | 藤坂知輝           | 29歳 | 福井商業高校 |      |
|                    | 4  | 日本の旗     | PV   | 朝野翔一朗         | 25歳 | 筑波大学     |      |
|                    | 5  | 日本の旗     | LW   | 久保博貴           | 27歳 | 北陸高校     |      |
|                    | 6  | 日本の旗     | CB   | 永野大樹           | 24歳 | 関東学院大学 |      |
|                    | 8  | 日本の旗     | RW   | 髙森翔太           | 28歳 | 福井商業高校 |      |
|                    | 9  | 日本の旗     | RB   | 下倉佑真           | 24歳 | 大阪体育大学 |      |
|                    | 10 | 日本の旗     | PV   | 木元惇貴 ()        | 27歳 | 大阪体育大学 |      |
|                    | 12 | 日本の旗     | GK   | 笹本穣太郎         | 24歳 | 日本体育大学 |      |
|                    | 13 | 日本の旗     | LW   | 水野雄斗           | 24歳 | 北陸高校     |      |
|                    | 16 | 日本の旗     | GK   | 福滿幸誠           | 26歳 | 中部大学     |      |
|                    | 17 | 日本の旗     | LB   | 大城陽貴           | 21歳 | 福井商業高校 |      |
|                    | 20 | 日本の旗     | CB   | 山城翔             | 27歳 | 中部大学     |      |
|                    | 21 | 日本の旗     | CB   | 石川智大           | 29歳 | 愛知教育大学 |      |
|                    | 23 | 日本の旗     | PV   | 落田駿兵           | 25歳 | 日本体育大学 |      |
|                    | 27 | 日本の旗     | LB   | 竹内功             | 30歳 | 中部大学     |      |
|                    | 28 | 日本の旗     | LB   | 中田凌河           | 27歳 | 日本体育大学 |      |
|                    | 31 | 日本の旗     | LB   | 重藤駿介           | 27歳 | 大阪体育大学 |      |
|                    | 34 | 日本の旗     | CB   | 大谷由岐也         | 28歳 | 日本体育大学 |      |
|                    | 92 | モルドバの旗 | LB   | パベル・マコブチン | 32歳 |              |      |
| 2023年10月15日更新 |    |              |      |                    |      |              |      |

### スタッフ
| 役職               | 氏名     |
| オーナー           |          |
| GM                 |          |
| GM代行             |          |
| 監督               | 須坂佳祐 |
| コーチ             |          |
| トレーナー         | 福井悠世 |
| 2023年10月15日更新 |          |

## チアリーディングチーム
専属チアリーディングチーム「サンダーエンジェル」があり、発足時点で14人のメンバーが所属する。チアリーディングチームには、「セイリュウ」の妹という設定の「モモリュウ」というマスコットがある。